# Президентские выборы в США (1912)
Президентские выборы 1912 года проходили 5 ноября и отличались ожесточённой борьбой между тремя основными кандидатами, двое из которых уже были президентами ранее. Президент Уильям Тафт был вновь выдвинут Республиканской партией при поддержке консервативного её крыла. Бывший президент Теодор Рузвельт, не получивший поддержки республиканцев, созвал свою собственную конвенцию и создал новую Прогрессивную партию (прозванную «Партией лосей»). Новая партия выдвинула Рузвельта и, кроме этого, выдвигала своих кандидатов на локальных выборах в крупных штатах. Демократ Вудро Вильсон был номинирован своей партией лишь после 46-го голосования в острой конкурентной борьбе благодаря поддержке одного из демократических лидеров Уильяма Брайана. На всеобщих выборах он значительно опередил обоих конкурентов, несмотря на поддержку лишь 42 % избирателей, и стал первым президентом-демократом с 1892 года.
В третий раз в США было больше двух основных кандидатов в президенты, но уникальность этих выборов еще и в том, что это по сей день последние президентские выборы в истории США, на которых кандидат от третьей партии занял второе место.
Кроме того, это был шестой случай, когда действующий президент США проиграл новые выборы и единственный, когда бы он занял на них лишь третье место.
Наконец, это третий случай, когда одним из кандидатов был бывший президент США. В следующий раз такое произойдёт через 112 лет, когда одним из основных кандидатов в Президенты США на выборах 2024 года станет республиканец Дональд Трамп, занимавший овальный кабинет в 2017-2021 годах. В одиннадцатый раз победивший кандидат не получил больше половины голосов избирателей.

## Выборы

### Контекст выборов
На предыдущих выборах президент Теодор Рузвельт отказался от своего выдвижения, следуя установившейся после Джорджа Вашингтона традиции не баллотироваться на третий срок, и выдвинул своего близкого друга Уильяма Тафта.
Однако, во время президентства Тафта между ними возникли существенные разногласия. Рузвельт стал лидером прогрессивного крыла среди республиканцев, выступавших против гегемонии судов и за ограничения на трудоустройство женщин, защиту окружающей среды и профсоюзы. Тафт же идентифицировался с консервативным крылом, поддерживавшим бизнес и главенство судов. Уже к 1910 году раскол среди республиканцев стал явным.

### Республиканская партия
Впервые значительное число делегатов национальных конвенций были избраны на праймериз. Их отстаивала прогрессивная фракция Республиканской партии, которая хотела преодолеть контроль над политическими партиями со стороны боссов. Всего в двенадцати штатах проводились республиканские праймериз. Роберт Лафоллет выиграл два из первых четырех праймериз (Северная Дакота и Висконсин). Однако, начиная с его победы в Иллинойсе 9 апреля, Рузвельт выиграл девять из последних десяти президентских праймериз (в порядке: Иллинойс, Пенсильвания, Небраска, Орегон, Мэриленд, Калифорния, Огайо, Нью-Джерси и Южная Дакота), проиграв только Массачусетс Тафту. Как знак его большой популярности, Рузвельт даже выиграл родной штат Тафта Огайо.
Республиканская конвенция была проведена в Чикаго с 18 июня по 22. Тафт, однако, начали собирать делегатов ранее, и делегаты, выбранные в праймериз были в меньшинстве. Тафт поддерживал большую часть партийных организаций в южных штатах. Эти штаты голосовали за демократов на всех президентских выборах с 1880 года, и Рузвельт возразил, что им дали четверть делегатов, когда они ничего не вносят в победу республиканцев (как оказалось, делегаты из бывших штатов Конфедерации поддержали Тафта 5 к 1). Когда собрание собралось, Рузвельт оспаривал верительные грамоты почти половины делегатов. К тому времени, однако, было слишком поздно. Делегаты выбрали Элиу Рута — самого верного союзника Рузвельта — в качестве председателя конвенции. Впоследствии делегаты подтвердили полномочия сторонников Тафта в Алабаме, Аризоне и Калифорнии, проголосовав по каждому вопросу в соотношении 597—472, 564—497 и 542—529 соответственно. Потеряв Калифорнию, где Рузвельт выиграл праймериз, прогрессивные делегаты отказались от надежды. Они проголосовали «присутствую» на большинстве последующих голосований. Впервые с 1872 года в республиканской партии произошел крупный раскол. Теперь, когда демократы владели около 45 % национального голосования, любой раскол был бы фатальным. Единственная надежда Рузвельта на съезд заключалась в создании альянса с Лафоллеттом, но он не состоялся.
Рузвельт не смог терпеть личное унижение, которое он испытал от рук Тафта и Старой гвардии, и отказался от возможности поддержать компромиссного кандидата, Герберта Хедли. Вечером 22 июня 1912 года Рузвельт попросил своих сторонников покинуть конвенцию. Рузвельт утверждал, что президент Тафт разрешил мошенническое размещение делегатов для захвата президентской кандидатуры от прогрессивных сил внутри партии. Таким образом, при поддержке председателя конвенции Элиу Рута, сторонники Тафта опередили людей Рузвельта, а конвенция переноминировала Уильяма Говарда Тафта и Джеймса С. Шермана. Шерман стал первым переноминированным вице-президентом с 1828 года.

### Прогрессивная партия
Прогрессивные республиканцы собрались в Чикаго и объявили о создании национальной Прогрессивной партии. Партия номинировала Теодора Рузвельта и губернатора Калифорнии Хайрема Джонсона и поддержала увеличение федерального регулирование и защиту благосостояния простого народа. Партия была профинансирована издателем Фрэнком Манси и Джорджем Уолбриджем Перкинсом, сотрудником Джона Моргана, который заблокировал антимонопольный пункт платформы. В знаменитой речи о принятии Рузвельт сравнил предстоящую президентскую кампанию с битвой при Армагеддоне и заявил, что прогрессисты собираются «сражаться за Господа». Национальные газеты показывали Рузвельта как эгоиста, который баллотировался для того, чтобы уничтожить шансы Тафта и накормить своё тщеславие.

### Демократическая партия
Демократические кандидаты:
Вудро Вильсон, губернатор штата Нью-Джерси
Чамп Кларк, спикер Палаты представителей из Миссури
Джадсон Хармон, губернатор штата Огайо
Оскар Андервуд, лидер сенатского большинства из Алабамы
Юджин Фосс, губернатор штата Массачусетс
Томас Р. Маршалл, губернатор штата Индиана
Симеон Э. Болдуин, губернатор штата Коннектикут
Демократическая конвенция была проведена в Балтиморе с 25 июня по 2 июля. Изначально лидером был Чамп Кларк из Миссури, спикер Палаты представителей. Но Кларк не смог получить требуемых двух третей голосов. Когда Таммани-холл, могущественная и коррумпированная политическая машина Нью-Йорка поддержала Кларка, Уильям Дженнингс Брайан, трижды кандидат от Демократической партии, раскритиковал его как кандидата Уолл-стрит и поддержал губернатора Нью-Джерси Вудро Вильсона, который каждый раз был вторым, и многие делегаты последовали за ним. Вильсон получил номинацию на 46 голосовании.
Томас Маршалл, губернатор Индианы, был номинирован в вице-президенты.

### Социалистическая партия
Социалистическая партия Америки была очень расколотой коалицией местных партий, базирующихся в промышленных городах, обычно в этнических общинах, особенно немецких и финских. Она также имела некоторую поддержку в старых популистских сельских и шахтёрских районах на западе, особенно в Оклахоме. К 1912 году партия имела более тысячи местных избранных должностных лиц в 33 штатах и 160 городах, особенно на Среднем Западе. Юджин В. Дебс баллотировался на пост президента в 1900 , 1904 и 1908 годах, прежде всего, для поощрения местных усилий, и он сделал это снова в 1912 году и из тюрьмы в 1920 году.
Более консервативное крыло Соцпартии, возглавляемые Виктором Л. Бергером из Милуоки, способствовало прогрессивным принципам эффективности и прекращения коррупции, прозванное «газовыми и водными (канализационными) социалистами». Их противниками были радикалы, которые хотели свергнуть капитализм, попытались проникнуть в профсоюзы и попытались сотрудничать с Индустриальными рабочими мира. За некоторыми исключениями, партия имела слабые или несуществующие связи с местными профсоюзами. Иммиграция была проблемой — радикалы видели иммигрантов в качестве средства для войны с капитализмом, в то время как консерваторы жаловались, что они снизили ставки заработной платы и поглотили слишком много городских ресурсов. Многие из этих вопросов обсуждались на Первом Национальном конгрессе Социалистической партии в 1910 году, и они обсуждались снова на национальной конвенции в Индианаполисе в 1912 году. В последнем случае радикалы выиграли раннее испытание, разместив Билла Хейвуда в Исполнительном комитете, направляя поддержку Индустриальным рабочим мира, и приняв резолюцию, выступающая за промышленный профсоюз. Консерваторы контратаковали, исправляя конституцию партии, чтобы изгнать всех социалистов, которые выступали за промышленный саботаж или синдикализм (то есть ПРМ) и отказались участвовать в американских выборах. Они приняли консервативную платформу, призывающую к совместной организации тюрем, национальному бюро здравоохранения, отмене Сената и президентского вето. Дебс не присутствовал; он думал, что его миссия заключалась в том, чтобы сохранить разрозненные подразделения вместе в надежде, что когда-нибудь будет найдена общая цель.

### Кампания
Предвыборная кампания 1912 года была исключительно острой. Кроме этого, Джеймс Шерман, претендент в вице-президенты от республиканцев, умер за неделю до выборов, оставив Тафта один на один с соперниками. В то время как Рузвельт агитировал в Милуоки на 14 октября 1912 года трактирщик из Нью-Йорка, Джон Фламманг Скранк, выстрелил в него. Шранк был немедленно снят с охраны, схвачен и, возможно, был линчеван, если Рузвельт не кричал, чтобы Шранк остался невредимым. Рузвельт заверил толпу, что с ним все в порядке, а затем приказал полиции взять на себя ответственность за Шранка и убедиться, что с ним не было никакого насилия. Рузвельт, как опытный охотник и анатомист, правильно сделал вывод, что, поскольку он не кашлял кровью, пуля не достигла его легкого, и он отказался от предложений немедленно отправиться в больницу. Вместо этого он произнес свою запланированную речь с кровью, просачивавшейся в его рубашку. Он говорил в течение 90 минут, прежде чем завершить свое выступление и принять медицинскую помощь. Его открытые комментарии к собравшейся толпе были: «Дамы и господа, я не знаю, понимаете ли вы, что меня только что застрелили, но для того, чтобы убить лося, требуется больше, чем это». Впоследствии зонды и рентген показали, что пуля поселилась в грудной мышце Рузвельта, но не проникла в плевру. Врачи пришли к выводу, что было бы менее опасно оставлять её на месте, чем пытаться удалить её, и поэтому Рузвельт всю оставшуюся жизнь провел с пулей внутри себя. В более поздние годы, когда его спросили о ранении, Рузвельт сказал: «Я не против этого (оставить пулю нетронутой), как если бы это было в моем жилетном кармане».
И Тафт, и кандидат от Демократической партии Вудро Вильсон приостановили свою собственную кампанию, пока Рузвельт не восстановился и не возобновил свою. Когда его спросили, повлияет ли стрельба на его избирательную кампанию, он сказал репортеру: «Я в форме как лось». Он провел две недели, выздоравливая, прежде чем вернуться в предвыборный маршрут.
Выборы 1912 года считаются высшей точкой прогрессивной политики. Если бы Рузвельт или Тафт вышли из гонки, то была бы вероятна республиканская победа.
У социалистов было мало денег; кампания Дебса стоит всего $ 66 000, в основном за 3,5 миллиона листовок и поездки на митинги, организованные местными группами. Его самым большим событием стало выступление 15 000 сторонников в Нью-Йорке. Толпа спела «Марсельезу» и «Интернационал» в то время как кандидат в вице-президенты Эмиль Зейдель заявил: «Только год назад рабочие бросали на нас разлагающиеся овощи и тухлые яйца, но теперь все изменилось … Яйца слишком высокие. В этой стране растет великий гигант, который когда-нибудь будет возьмите на себя все дела этой нации, теперь он немного гигантский, но он быстро растет. Имя этого маленького гиганта — это социализм». Дебс сказал, что только социалисты представляют труд. Он осудил «Неисправность Билла Тафта» и высмеял Рузвельта как «шарлатана и мошенника», а также его Прогрессивные обещания и обещания как улов низкого и совершенно беспринципного искателя и демагога. Дебс настаивал на том, что демократы, прогрессисты и республиканцы были профинансированы трастами. Партийные газеты распространили это слово: там было пять англоязычных и восемь ежедневных газет на иностранном языке. Однако профсоюзное движение в значительной степени отвергло Дебса и поддержало Вильсона
Рузвельт провёл энергичную кампанию, в которой он объявил республиканскую номинацию украденной и назвал свои реформы «новым национализмом». Политика Вильсона, «новая свобода», была основана больше на индивидуализме, чем на центральном правительстве. Кампания Тафта была тихой, и он говорил, что судьи должны быть более важными, чем выборные чиновники. Значительная часть республиканских усилий была направлена на дискредитацию Рузвельта как опасного радикала, но это не возымело эффекта.
Интересно, что свою избирательную кампанию Вильсон вёл под лозунгом «Незаменимых у нас нет».

### Результаты
Тафт выиграл 2 штата, Рузвельт — 6, из них Южную Дакоту, где Тафт отсутствовал на бюллетенях, большинством голосов, а Вильсон — 40, из них 11 штатов бывших КША большинством голосов. Вильсон получил меньше голосов, чем Уильям Дженнингс Брайан в любой из его кампаний. Он выиграл 1969 округов, но только в 1237 получил большинство, меньше, чем Брайан. Тафт выиграл 232 округа, из них 35 большинством. 768 округов были выиграны Рузвельтом, 4 — Дебсом. 9 округов не голосовали, так как были населены неграми или индейцами.
Это был первый раз за 60 лет (с 1852 года), что Айова, Мэн, Нью-Гемпшир, Огайо и Род-Айленд проголосовали за демократа, и впервые в истории Массачусетс проголосовал за кандидата от Демократической партии. Это были последние выборы, в которых демократы побеждали в штате Мэн до 1964 года, последним, в котором демократы выиграли Коннектикут и Делавэр до 1936 года, последний, в котором демократы побеждали в Иллинойсе, Индиане, Айове, Нью-Джерси, Нью-Йорке, Орегоне, Западной Вирджинии, и Висконсин до 1932 года, и последний, в котором демократы побеждали в Массачусетсе и Род-Айленде до 1928 года.
| Кандидат           | Партия                           | Избиратели | Избиратели | Выборщики |
| Кандидат           | Партия                           | Количество | %          | Выборщики |
| ------------------ | -------------------------------- | ---------- | ---------- | --------- |
| Вудро Вильсон      | Демократическая партия           | 6 296 284  | 41,84%     | 435       |
| Теодор Рузвельт    | Прогрессивная партия             | 4 122 721  | 27,40%     | 88        |
| Уильям Тафт        | Республиканская партия           | 3 486 242  | 23,17%     | 8         |
| Юджин Виктор Дебс  | Социалистическая партия          | 901 551    | 5,99%      | 0         |
| Юджин Вилдер Шафен | Партия запрета                   | 208 156    | 1,38%      | 0         |
| Артур Элмер Реймер | Трудовая социалистическая партия | 29 324     | 0,19%      | 0         |
| Другие             | -                                | 4 556      | 0,03%      | 0         |
| Всего              | Всего                            | 15 048 834 | 100%       | 531       |